# Padda
Genre
Padda est un genre d'oiseaux de la famille des Estrildidae.

## Répartition
Ces oiseaux sont endémiques d'Indonésie.

## Liste des espèces
Selon la classification de référence du Congrès ornithologique international (14.2, 2024) il comporte deux espèces :
- Padda oryzivora (Linné, 1758) — Padda de Java
- Padda fuscata (Vieillot, 1807) — Padda de Timor

## Systématique
Le nom valide complet (avec auteur) de ce taxon est Padda Reichenbach, 1850.

### Étymologie
Le nom générique, Padda, proviendrait peut-être du malais signifiant « riz ».